# Felsőcsalogány
Felsőcsalogány (korábban Felső Szlavecsa, szlovénül: Gornji Slaveči, vendül Gorenji Slaveči vagy Zgornji Slaveči, németül: Ober Slabitsch) falu, egykor önálló község a Muravidéken, Szlovéniában. Közigazgatásilag Kuzma községhez tartozik.

## Fekvése
Muraszombattól 28 km-re északnyugatra, Kuzmától 2 km-re délnyugatra a Vendvidéki-dombság a Goričko területén a Lukaj-patak partján az osztrák határ mellett fekszik.
A falunak van roma kisebbsége is, amely eredetileg a közeli Seregházáról vándorolt át ide.

## Története
A települést 1365-ben "Felseueche" alakban említik először. 1366-ban "Felsozaloucha in dystrictu Waralyakurniky" néven szerepel. Ugyanilyen nevű helységet sorolnak fel 1387-ben Dobra várának tartozékai között is "Zaloucha, Zalocha" néven. 1499-ben németül "Felsewzalocha" néven nevezik. 1698-ban a győri püspökség feljegyzésében "Fölsö Szlavecsa" alakban említik.
Dobrát 1387-ben kapja királyi adományként a Balog nembeli Felsőlendvai Széchy Miklós nádor. Az uradalomhoz tartozó falvak felsorolásánál Szlavecsa is szerepel. Később a felsőlendvai uradalom része lett. A Széchy család fiágának kihalása után 1685-ban Felsőlendva új birtokosa Nádasdy Ferenc, Széchy Katalin férje lett. Ezután az uradalommal együtt egészen a 19. század második feléig a Nádasdyaké. 1890-ben már Felsőcsalogány a hivatalos neve. Ekkor 528 lakosa volt, melyből 508 szlovén, 16 német és 4 magyar nemzetiségű.
Vályi András szerint "Alsó, és Felső Szlavecza. Két falu Vas Várm. földes Urok Gr. Nádasdy Uraság, lakosaik többfélék, fekszenek Szent Györgynek szomszédságában, mellynek filiáji; földgyeik meglehetősek."
Fényes Elek szerint "Szlavecsa, vindus falu, Vas vmegyében, hegyek közt, a felső-lendvai uradalomban. Ut. p. Radkerburg 1 3/4 óra.. " 
Vas vármegye monográfiája szerint "Felső-Csalogány vend falu, 91 házzal és 528 r. kath. és ág. ev. vallású lakossal. Postája Felső-Lendva, távírója Muraszombat. A Nádasdy grófok földesurasága alá tartozott."
1910-ben  614, túlnyomórészt szlovén lakosa volt. A trianoni békeszerződésig Vas vármegye Muraszombati járásához tartozott.  1919-ben  a Szerb–Horvát–Szlovén Királysághoz csatolták, mely 1929-ben a Jugoszlávia nevet vette fel. 1921-ben 643 szlovén, 2 német, 2 magyar és 4 egyéb nemzetiségű lakosa volt. Közülük 247 volt katolikus és 404 evangélikus vallású. 1931-ben 647 lakosa volt. 1941-ben ismét Magyarországhoz került, majd 1945 után véglegesen Jugoszlávia része lett. 1971-ben 547 lakosa, 114 háza és 118 háztartása volt. Lakói főként mezőgazdaságból éltek. 1991 óta a független Szlovén Köztársaság része. 2002-ben 482 lakosa volt.

## Nevezetességei
Evangélikus plébániatemplomát 1928-ban építették, 1938-ban Cmerekar wernsee-i festőművész festette ki. Orgonáját Anton Jenko ljubljanai orgonaépítő mester készítette 1987-ben. A templom melletti plébániaház 1981-ben épült.

## Híres emberek
- Itt született Lenarsich Imre író, fotográfus, publicista.